# Michael Tootill
Michael Tootill (* 10. November 1967) ist ein ehemaliger südafrikanischer Squashspieler.

## Karriere
Michael Tootill spielte von Anfang der 1990er- bis Anfang der 2000er-Jahre auf der PSA World Tour. Seine höchste Platzierung in der Weltrangliste erreichte er mit Position 262 im September 1997. 1992 stand er das einzige Mal im Hauptfeld der Weltmeisterschaft, in dem er seine Auftaktpartie gegen Tristan Nancarrow verlor. Mit der südafrikanischen Nationalmannschaft nahm er 1995, 1997, 2001 und 2005 an Weltmeisterschaften teil. Er gehörte außerdem bei den Weltmeisterschaften im Doppel und Mixed 1997 und 2004 zum südafrikanischen Kader. 1997 kam er ebenso nicht über die Gruppenphase des Doppels hinaus wie auch 2004 im Doppel und im Mixed. 1993 wurde er südafrikanischer Vizemeister hinter Craig van der Wath.

## Erfolge
- Südafrikanischer Vizemeister: 1993